# Awwwards
 (novembre 2023).
Awwwards (deux W sont ajoutés au mot anglais award (récompense) pour rappeler le "www" du World Wide Web) (Awwwards Online SL) est une organisation compétitive et professionnelle de conception web et développement web. Le but de ce site web est d'identifier, de promouvoir et d'encourager les meilleurs sites web créatifs. Le meilleur design / site web de l'année est choisi lors de la conférence Awwwards, qui se tient chaque année, dans différents pays,.

## Historique
Awwwards a été fondée en 2009 et a son siège à Valence, en Espagne.

## Jury
Le jury est composé de designers multidisciplinaires, de développeurs, de journalistes et d'agences du monde entier. Le jury évalue le talent, les efforts, la technicité et la perspicacité des projets Web soumis pour examen.

## Conférences
- 2014 : Paris
- 2015 : Barcelone
- 2016 : Amsterdam, New York
- 2017 : Londres, Los Angeles
- 2018 : Berlin, San Francisco
- 2019 : Amsterdam , San Francisco
- 2020 : Amsterdam[5]
- 2022 : Amsterdam

## Editions
Chaque année, le jury international de Awwwards (composé de designers et de développeurs), sélectionne les projets les plus remarquables des 12 derniers mois pour les célébrer comme les meilleurs sites web de l'année.
Les prix sont décernés par le jury et par les utilisateurs.

### 2011
|                                          | Vainqueurs                                       | Pays        |
| ---------------------------------------- | ------------------------------------------------ | ----------- |
| Agence de l'année                        | Ultranoir                                        | France      |
| Site de l'année                          | 360° Langstrasse Zürich de Hinderling Volkart Ag | Suisse      |
| Site de l'année - Choix des utilisateurs | Made in a Free World: Slavery Footprint de Unit9 | Royaume-Uni |

### 2012
|                                          | Vainqueurs                     | Pays       |
| ---------------------------------------- | ------------------------------ | ---------- |
| Agence de l'année                        | Google                         | États-Unis |
| Site de l'année                          | Blacknegative de Sylvain Tran  | France     |
| Site de l'année - Choix des utilisateurs | Captain Dash de Nicolas Rouyer | France     |

### 2013
|                                          | Vainqueurs                                         | Pays       |
| ---------------------------------------- | -------------------------------------------------- | ---------- |
| Agence de l'année                        | Hello Monday                                       | États-Unis |
| Développeur de l'année                   | Rezo Zero de Rezo Zero                             | France     |
| Site de l'année                          | Into the Arctic — Greenpeace de Hello Monday       | Danemark   |
| Site de l'année - Choix des utilisateurs | Pharrell Williams — 24 Hours Of Happy de Anonymous | France     |

### 2014
|                                            | Vainqueurs                                      | Pays       |
| ------------------------------------------ | ----------------------------------------------- | ---------- |
| Agence de l'année                          | Hello Monday                                    | États-Unis |
| Indépendant de l'année                     | Tobias van Schneider                            | États-Unis |
| Développeur créatif indépendant de l'année | Florian Morel                                   | France     |
| Site de l'année                            | A Journey Through Middle-earth de North Kingdom | Suède      |
| Site de l'année - Choix des utilisateurs   | Dragone de Dogstudio                            | Belgique   |
| Développeur de l'année                     | AQuest de Aquest                                | Italie     |

### 2015
|                                          | Vainqueurs                                 | Pays       |
| ---------------------------------------- | ------------------------------------------ | ---------- |
| Agence de l'année                        | Watson DG                                  | États-Unis |
| Indépendant de l'année                   | Benjamin Guedj                             | France     |
| Expérimentateur de l'année               | Bryan James                                | Pays-Bas   |
| Site de l'année                          | Because Recollection de 84.Paris           | France     |
| Site de l'année - Choix des utilisateurs | Weber — BBQ Cultures de Unclegre           | Danemark   |
| Développeur de l'année                   | Beagle — Better proposals de Spring/Summer | Danemark   |
| Ecommerce de l'année                     | Nixon eCommerce Platform de BASIC          | États-Unis |

### 2016
|                                          | Vainqueurs                               | Pays             |
| ---------------------------------------- | ---------------------------------------- | ---------------- |
| Agence de l'année                        | Resn                                     | Nouvelle-Zélande |
| Indépendant de l'année                   | Bryan James                              | États-Unis       |
| Expérimentateur de l'année               | Cavalier: Conqueror of Excellence        | États-Unis       |
| Site de l'année                          | Falter Inferno de Wild                   | Australie        |
| Site de l'année - Choix des utilisateurs | KIKK Festival 2016 de Dogstudio          | Belgique         |
| Développeur de l'année                   | Paper Planes de Active Theory            | États-Unis       |
| Ecommerce de l'année                     | Protest Sportswear de Build In Amsterdam | Pays-Bas         |

### 2017
|                        | Vainqueurs                                    | Pays           |
| ---------------------- | --------------------------------------------- | -------------- |
| Agence de l'année      | Resn                                          | États-Unis     |
| Indépendant de l'année | Aristide Benoist                              | France Espagne |
| Studio de l'année      | Immersive Garden                              | France         |
| Site de l'année        | OUIGO — Let's play de Merci-michel / Rosapark | France         |
| Mobile de l'année      | Inside The Head de Sara Svensson              | Suède          |
| Développeur de l'année | The New Mobile Workforce de Immersive Garden  | France         |
| Ecommerce de l'année   | Simply Chocolate de Spring/Summer             | Danemark       |

### 2018
|                        | Vainqueurs                              | Pays       |
| ---------------------- | --------------------------------------- | ---------- |
| Agence de l'année      | Locomotive                              | Canada     |
| Indépendant de l'année | Martin Silvestre                        | France     |
| Studio de l'année      | Immersive Garden                        | France     |
| Site de l'année        | Active Theory v4 de Active Theory       | États-Unis |
| Mobile de l'année      | Moxy Studio de Moxy                     | Portugal   |
| Développeur de l'année | Koox de Blue Cheese                     | Pays-Bas   |
| Ecommerce de l'année   | Frans Hals Museum de Build In Amsterdam | Pays-Bas   |

### 2019
|                                          | Vainqueurs                           | Pays           |
| ---------------------------------------- | ------------------------------------ | -------------- |
| Agence de l'année                        | Locomotive                           | Canada         |
| Indépendant de l'année                   | Aristide Benoist                     | France Espagne |
| Studio de l'année                        | Adoratorio                           | Italie         |
| Site de l'année                          | Nomadic Tribe de Makemepulse         | France         |
| Site de l'année - Choix des utilisateurs | Bruno Simon Portfolio de Bruno Simon | France         |
| Développeur de l'année                   | Bruno Simon Portfolio de Bruno Simon | France         |
| Ecommerce de l'année                     | MA de Retail 710                     | Suisse         |
| Mobile de l'année                        | The Cool Club x FWA de Wonderland    | Pays-Bas       |

### 2020
|                                          | Vainqueurs                                     | Pays       |
| ---------------------------------------- | ---------------------------------------------- | ---------- |
| Agence de l'année                        | Locomotive                                     | Canada     |
| Studio de l'année                        | Immersive Garden                               | France     |
| Indépendant de l'année                   | Zhenya Rynzhuk                                 | États-Unis |
| Site de l'année                          | Pioneer - Corn Revolutionized de Resn          | Pays-Bas   |
| Site de l'année - Choix des utilisateurs | Dark: Official Netflix Guide de Media Monks    | Pays-Bas   |
| Développeur de l'année                   | Kode Sports Club de Merci Michel               | France     |
| Ecommerce de l'année                     | Mammut Expedition Baikal de Build In Amsterdam | Pays-Bas   |
| Mobile de l'année                        | Synchronized studio de Zhenya Rynzhuk          | États-Unis |

### 2021
|                                          | Vainqueurs                              | Pays                |
| ---------------------------------------- | --------------------------------------- | ------------------- |
| Agence de l'année                        | Locomotive                              | Canada              |
| Studio de l'année                        | Green Chameleon                         | Royaume-Uni         |
| Indépendant de l'année                   | Luis Henrique Bizarro                   | Brésil              |
| Site de l'année                          | Prometheus Fuels de Resn / Bader Rutter | Pays-Bas États-Unis |
| Site de l'année - Choix des utilisateurs | Star Atlas de Hello Monday              | États-Unis          |
| Développeur de l'année                   | Umami Land de Media.Monks               | États-Unis          |
| Ecommerce de l'année                     | Pangram Pangram Foundry de Locomotive   | Canada              |
| Mobile de l'année                        | Chungi Folio de Synchronized Studio     | États-Unis          |

## Gagnants célèbres
Parmi les lauréats figurent des sites d'entreprises bien connues telles que : Mercedes-Benz, Warner Bros., Volkswagen et Google.